# Viktor Bromer
Viktor Bregner Bromer (né le 20 avril 1993 à Aarhus) est un nageur danois, spécialiste du 200 m papillon.

## Biographie
Il remporte une médaille d'argent derrière László Cseh lors des Championnats d'Europe de natation en petit bassin 2012 à Chartres, avant de remporter le titre du 200 m papillon lors des Championnats d'Europe de natation 2014.

## Palmarès

### Championnats d'Europe
Grand bassin
- Championnats d'Europe 2014 à Berlin ( Allemagne) :
  -  Médaille d'or sur 200 m papillon
- Championnats d'Europe 2016 à Londres ( Royaume-Uni) :
  -  Médaille d'argent sur 200 m papillon

Petit bassin
- Championnats d'Europe en petit bassin 2012 à Chartres ( France) :
  -  Médaille d'argent sur 200 m papillon
- Championnats d'Europe en petit bassin 2015 à Netanya ( Israël) :
  -  Médaille d'argent sur 200 m papillon